# Rue Sadi-Carnot (Drancy)
Pour les articles homonymes, voir Rue Sadi-Carnot.
La rue Sadi-Carnot est la plus ancienne voie de communication de Drancy en Seine-Saint-Denis.

## Situation et accès

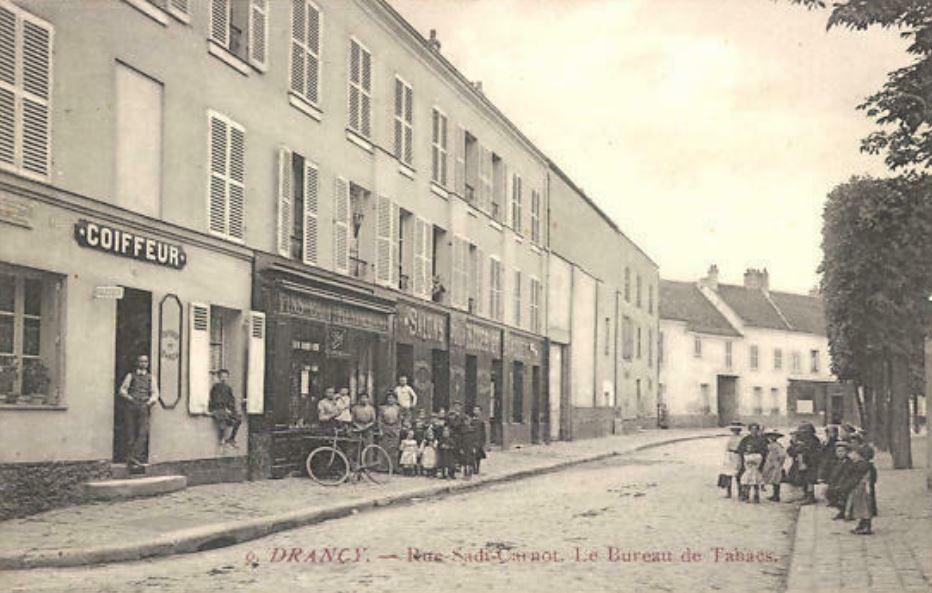
Drancy, la rue Sadi-Carnot.

Cette rue orientée du nord-ouest au sud-est, qui prolonge l'avenue Marceau, commence son tracé place Maurice-Nilès (anciennement place Aristide-Briand}, où se rencontrent la rue Ladoucette, la rue d'Alsace-Lorraine et la rue André-Laillié. 
Elle marque le départ de la rue Jean-Pierre-Timbaud vers le sud, et se termine place de la Mairie, au croisement de la rue Anatole-France.
Cette place de la Mairie a été complètement restructurée après-guerre, amenant la création du boulevard Paul-Vaillant-Couturier, joignant la rue Sadi-Carnot à l'avenue Jean-Jaurès.
La voie ouest de la place a reçu la nouvelle dénomination de rue Charles-de-Gaulle, cette rue, avec la rue de la République, la rue Marcelin-Berthelot et l'avenue Jean-Jaurès prolongée, se terminant à un rond-point.

## Origine du nom

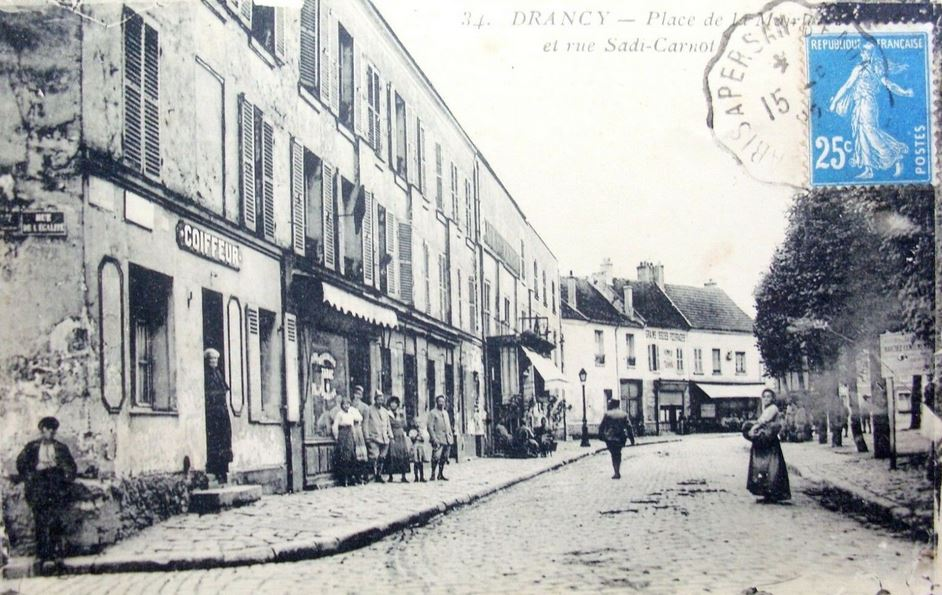
Place de la Mairie, rue Sadi-Carnot et rue de l'Égalité (aujourd'hui rue Anatole-France), vers 1900.

L'ancienne nom de cette voie, Grande Rue, ne lui a jamais été formellement attribué, mais tient de la coutume.
Elle porte son nom actuel nom en hommage à Sadi Carnot, homme politique français. Cette dénomination fut évoquée le 30 juin 1984, lorsque le Conseil Municipal déplora et réprouva violemment l'assassinat du président de la République par l'anarchiste Caserio. La délibération du 23 août entérina cette appellation.

## Historique
Jusqu'à la fin du XIXe siècle, la vocation rurale de Drancy était encore affirmée, et on trouvait des fermes jusqu'au centre-ville. L'une d'elles était dans cette rue, ses vestiges étant encore visibles.

## Bâtiments remarquables et lieux de mémoire

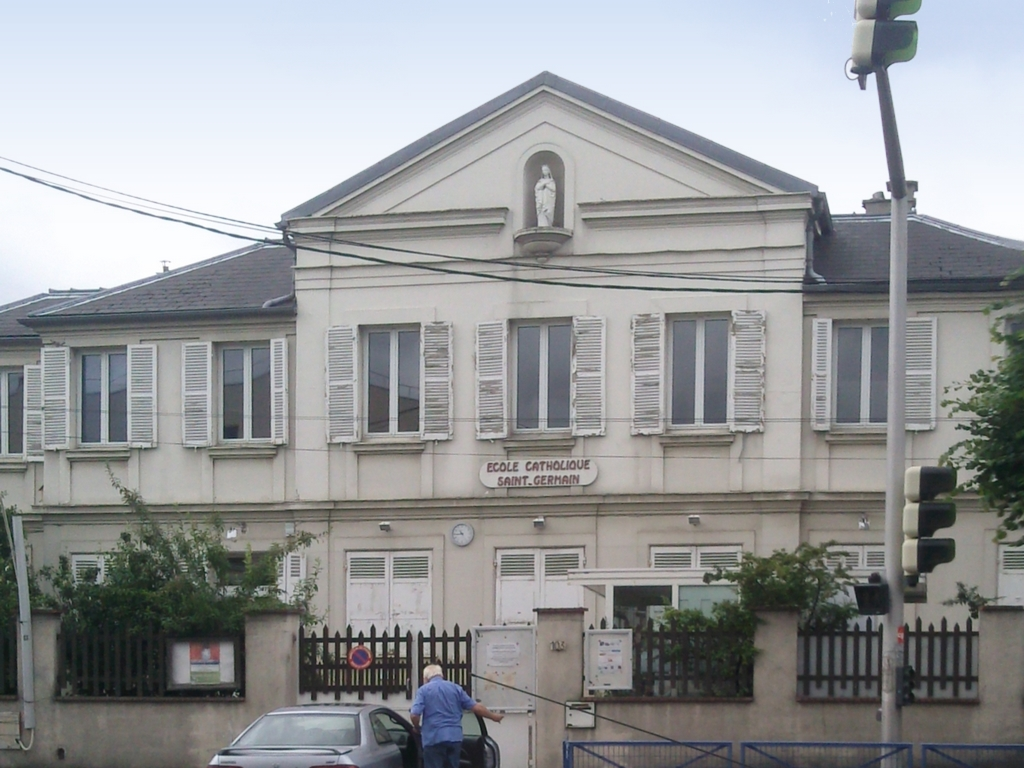
L'école Saint-Germain à Drancy.

- Hôtel de ville de Drancy, ancien asile Sainte-Berthe construit en 1859, agrandi en 1930, 1969 et 1984[5].
- Église Sainte-Louise-de-Marillac de Drancy, construite à la fin des années 1930.
- Espace culturel du Parc[6],[7] qui remplace l'ancienne salle des Fêtes, détruite en 1993[8].
- Parc de Ladoucette.
- Groupe scolaire Saint-Germain[9], à l'emplacement de la maison Houdart, où les Sœurs de Saint-Vincent-de-Paul avaient ouvert la première école de la commune en 1859, grâce à la baronne de Ladoucette[10].
- Une ancienne ferme au no 95.